# 508. padalski pehotni polk (ZDA)
508. padalski pehotni polk (izvirno angleško 508th Parachute Infantry Regiment; kratica 508. PIR) je bila padalska enota Kopenske vojske Združenih držav Amerike.

## Zgodovina
Polk je bil ustanovljen 20. oktobra 1942. Decembra 1943 je bil poslan na Irsko in marca 1944 je prispel v Anglijo. Med vojno je opravil 2 bojna skoka. Polk je bil razpuščen 25. novembra 1946 v Camp Kilmerju (New York).